# Angelica Ghergo
Angelica Ghergo (Osimo, 7 novembre 2002) è un'ostacolista italiana, medaglia di bronzo ai campionati mondiali ed europei u20.

## Biografia
Nel 2010, a soli 8 anni, inizia a praticare atletica leggera con l'Atletica Osimo, ottenendo da subito ottimi risultati. Negli anni 2016 e 2017 partecipa ai campionati italiani cadetti, ottenendo prima un terzo e poi un secondo posto.
Nel 2018 si trasferisce al Team Atletica Marche e ottiene la sua prima convocazione in nazionale, gareggiando agli Europei u18, dove in finale chiude con un ottimo ottavo posto.
Nel 2021 entra a far parte del Centro Sportivo Esercito. In seguito partecipa agli Europei u20, arrivando quinta nei 400 hs, stabilendo il suo nuovo primato personale, e terza nella staffetta 4x400 m femminile. Sempre nello stesso anno partecipa ai Mondiali u20, posizionandosi quarta nei 400 hs e terza nella staffetta 4x400 m.
Nel 2022 partecipa ai Campionati del mediterraneo u23 a Pescara arrivando quarta. Sempre nello stesso anno stabilisce i suoi nuovi primati personali nei 100 hs e nei 200 m indoor ed outdoor.
Nel 2023 è stata costretta ad iniziare tardi la sua stagione, poiché è stata vittima di un grave infortunio (distorsione alla caviglia con rottura dei legamenti).  

## Progressione

### 400 metri ostacoli
| Stagione | Tempo   | Luogo      | Data      | Rank. Mond. |
| -------- | ------- | ---------- | --------- | ----------- |
| 2024     | 57"12   | La Spezia  | 29-6-2024 |             |
| 2023     | 58"49   | Modena     | 7-9-2023  | 278º        |
| 2022     | 57"96   | Firenze    | 12-6-2022 | 148°        |
| 2021     | 57"69   | Nairobi    | 22-8-2021 | 176°        |
| 2020     | 58"79   | Padova     | 30-8-2020 |             |
| 2019     | 1'01"40 | Bressanone | 28-7-2019 |             |
| 2018     | 1'00"06 | Rieti      | 16-6-2018 |             |

### 400 metri piani
| Stagione | Tempo | Luogo           | Data      | Rank. Mond. |
| -------- | ----- | --------------- | --------- | ----------- |
| 2022     | 56"67 | Palermo         | 17-6-2022 |             |
| 2021     | 56"60 | Torino          | 18-9-2021 |             |
| 2020     | 55"89 | Macerata        | 22-8-2020 |             |
| 2019     | 57"63 | S.B. del Tronto | 14-9-2019 |             |
| 2018     | 56"07 | Macerata        | 5-5-2018  |             |

### 400 metri piani indoor
| Stagione | Tempo | Luogo  | Data      | Rank. Mond. |
| -------- | ----- | ------ | --------- | ----------- |
| 2024     | 55"47 | Ancona | 4-2-2024  |             |
| 2022     | 57"09 | Ancona | 22-1-2022 |             |
| 2021     | 56"62 | Ancona | 7-2-2021  |             |
| 2020     | 54"84 | Ancona | 9-2-2020  |             |
| 2019     | 56"67 | Ancona | 20-1-2019 |             |
| 2018     | 56"33 | Ancona | 11-2-2018 |             |

## Palmarès
| Anno | Manifestazione                  | Sede    | Evento             | Risultato | Prestazione | Note                          |
| ---- | ------------------------------- | ------- | ------------------ | --------- | ----------- | ----------------------------- |
| 2018 | Europei u18                     | Gyor    | 400 metri ostacoli | 8°        | 1'00"77     |                               |
| 2018 | Mondiali Studenteschi di Cross  | Parigi  | individuale        | 71°       | 16'42       | 4155m                         |
| 2018 | Mondiali Studenteschi di Cross  | Parigi  | squadre            | 17°       | -           | 4155m                         |
| 2021 | Europei u20                     | Tallinn | 400 metri ostacoli | 5°        | 59"13       |                               |
| 2021 | Europei u20                     | Tallinn | 4x400              | Bronzo    | 3'36"31     |                               |
| 2021 | Mondiali u20                    | Nairobi | 400 metri ostacoli | 4°        | 57"69       | Miglior prestazione personale |
| 2021 | Mondiali u20                    | Nairobi | 4x400              | Bronzo    | 3'37"18     |                               |
| 2022 | Campionati del mediterraneo u23 | Pescara | 400 metri ostacoli | 4°        | 59"55       |                               |

## Campionati nazionali
- 2 volte campionessa nazionale allievi dei 400 m piani indoor (2018, 2019)
- 2 volte campionessa nazionale juniores dei 400 m hs (2020, 2021)
- 1 volta campionessa nazionale juniores dei 400 m piani indoor (2020)
- 1 volta campionessa nazionale promesse dei 400 m hs (2022)

2016
- Bronzo ai campionati italiani cadetti, 300 m hs - 45"31

2017
- Argento ai campionati italiani cadetti, 300 m hs - 45"58

2018
- Oro ai campionati italiani allievi indoor, 400 m piani -
- Argento ai campionati italiani allievi, 400 m hs -

2019
- Oro ai campionati italiani allievi indoor, 400 m piani -
- Bronzo ai campionati italiani allievi, 400 m hs -

2020
- Oro ai campionati italiani juniores indoor, 400 m piani -
- Oro ai campionati italiani juniores (Grosseto), 400 m hs - 59"98
- 6ª ai campionati italiani assoluti, 400 m hs - 58"79
- 15ª ai campionati italiani assoluti, 4 x 400 - 3'59"01

2021
- Oro ai campionati italiani juniores, 400 m hs -

2022
- Oro ai campionati italiani promesse, 400 m hs -
- 6ª ai campionati italiani assoluti, 400 m hs - 58"45

2023
- 5ª ai campionati italiani promesse, 400 m hs - 1'00"04
- 7ª ai campionati italiani assoluti, 400 m hs - 1'00"11

2024
- Bronzo ai campionati italiani promesse indoor, 400 m piani - 55"47

## Altre competizioni internazionali
- 400 m, incontro internazionale under 20 indoor a Minsk 2020
- 400 m e 4x100, 36° Brixia Meeting 2018